# Las gemelas
Las gemelas é uma telenovela mexicana, produzida pela Televisa e exibida em 1972 pelo El Canal de las Estrellas.

## Elenco
- Maricruz Olivier
- Guillermo Murray
- Nelly Meden
- Rafael Banquells